# Sífutás az 1968. évi téli olimpiai játékokon
Az 1968. évi téli olimpiai játékokon a sífutás versenyszámait Grenoble-ban rendezték február 6. és 16. között.

## Részt vevő nemzetek
A versenyeken 25 nemzet 147 sportolója vett részt.
- Ausztrália
- Ausztria
- Bulgária
- Csehszlovákia
- Dánia
- Egyesült Államok
- Finnország
- Franciaország
- Görögország
- Japán
- Jugoszlávia
- Kanada
- Dél-Korea
- Lengyelország
- Magyarország
- Mongólia
- Nagy-Britannia
- NDK
- NSZK
- Norvégia
- Olaszország
- Svájc
- Svédország
- Szovjetunió
- Törökország

## Éremtáblázat
(Az egyes számoszlopok legmagasabb értéke, vagy értékei vastagítással kiemelve.)
| Az 1968. évi téli olimpiai játékok éremtáblázata sífutásban | Az 1968. évi téli olimpiai játékok éremtáblázata sífutásban | Az 1968. évi téli olimpiai játékok éremtáblázata sífutásban | Az 1968. évi téli olimpiai játékok éremtáblázata sífutásban | Az 1968. évi téli olimpiai játékok éremtáblázata sífutásban | Olimpia  |
| ----------------------------------------------------------- | ----------------------------------------------------------- | ----------------------------------------------------------- | ----------------------------------------------------------- | ----------------------------------------------------------- | -------- |
|                                                             | Ország                                                      | Arany                                                       | Ezüst                                                       | Bronz                                                       | Összesen |
| 1.                                                          | Norvégia (NOR)                                              | 4                                                           | 2                                                           | 1                                                           | 7        |
| 2.                                                          | Svédország (SWE)                                            | 2                                                           | 2                                                           | 1                                                           | 5        |
| 3.                                                          | Olaszország (ITA)                                           | 1                                                           | 0                                                           | 0                                                           | 1        |
|                                                             |                                                             |                                                             |                                                             |                                                             |          |
| 4.                                                          | Szovjetunió (URS)                                           | 0                                                           | 2                                                           | 2                                                           | 4        |
| 5.                                                          | Finnország (FIN)                                            | 0                                                           | 1                                                           | 2                                                           | 3        |
|                                                             |                                                             |                                                             |                                                             |                                                             |          |
| 6.                                                          | Svájc (SUI)                                                 | 0                                                           | 0                                                           | 1                                                           | 1        |
|                                                             |                                                             |                                                             |                                                             |                                                             |          |
| Összesen                                                    | Összesen                                                    | 7                                                           | 7                                                           | 7                                                           | 21       |

## Érmesek

### Férfi
| Az 1968. évi téli olimpiai játékok érmesei férfi sífutásban |                                                                                  |           |                                                                                        |           |                                                                                         |           |
| Versenyszám                                                 | Arany                                                                            | Arany     | Ezüst                                                                                  | Ezüst     | Bronz                                                                                   | Bronz     |
| 15 km                                                       | Harald Grønningen · Norvégia (NOR)                                               | 47:54,2   | Eero Mäntyranta · Finnország (FIN)                                                     | 47:56,1   | Gunnar Larsson · Svédország (SWE)                                                       | 48:33,7   |
| 30 km                                                       | Franco Nones · Olaszország (ITA)                                                 | 1:35:39,2 | Odd Martinsen · Norvégia (NOR)                                                         | 1:36:28,9 | Eero Mäntyranta · Finnország (FIN)                                                      | 1:36:55,3 |
| 50 km                                                       | Ole Ellefsæter · Norvégia (NOR)                                                  | 2:28:45,8 | Vjacseszlav Vegyenyin · Szovjetunió (URS)                                              | 2:29:02,5 | Josef Haas · Svájc (SUI)                                                                | 2:29:14,8 |
| 4 × 10 km, váltó                                            | Norvégia (NOR) · Odd Martinsen · Pål Tyldum · Harald Grønningen · Ole Ellefsæter | 2:08:33,5 | Svédország (SWE) · Jan Halvarsson · Bjarne Andersson · Gunnar Larsson · Assar Rönnlund | 2:10:13,2 | Finnország (FIN) · Kalevi Oikarainen · Hannu Taipale · Kalevi Laurila · Eero Mäntyranta | 2:10:56,7 |

### Női
| Az 1968. évi téli olimpiai játékok érmesei női sífutásban |                                                                   |         |                                                                            |         |                                                                         |         |
| Versenyszám                                               | Arany                                                             | Arany   | Ezüst                                                                      | Ezüst   | Bronz                                                                   | Bronz   |
| 5 km                                                      | Toini Gustafsson · Svédország (SWE)                               | 16:45,2 | Galina Kulakova · Szovjetunió (URS)                                        | 16:48,4 | Alevtyina Kolcsina · Szovjetunió (URS)                                  | 16:51,6 |
| 10 km                                                     | Toini Gustafsson · Svédország (SWE)                               | 36:46,5 | Berit Mørdre · Norvégia (NOR)                                              | 37:54,6 | Inger Aufles · Norvégia (NOR)                                           | 37:59,9 |
| 3 × 5 km, váltó                                           | Norvégia (NOR) · Inger Aufles · Babben Enger-Damon · Berit Mørdre | 57:30,0 | Svédország (SWE) · Britt Strandberg · Toini Gustafsson · Barbro Martinsson | 57:51,0 | Szovjetunió (URS) · Alevtyina Kolcsina · Rita Acskina · Galina Kulakova | 58:13,6 |